# Flaga Toronto
Flaga miasta Toronto – została oficjalnym symbolem miasta w październiku 1999. Zaprojektowana przez 21-letniego studenta George Brown College, Renato De Santisa.
Przedstawia dwa wieżowce Toronto City Hall na niebieskim tle i czerwony liść klonowy z flagi Kanady u ich podstawy. Reprezentuje on City Council Chamber (komnatę rady miejskiej) u podstawy wież. Kształt przestrzeni nad i pod wieżami przypomina literę 'T', pierwszą literę nazwy miasta. Niektórzy twierdzą, że flaga, odwrócona górą do dołu, symbolizuje Adama z liściem klonowym w miejscu liścia figowego.